# Maria Ceplinschi
Maria Ceplinschi (n. 12 august 2005, Constanța, România) este o gimnastă română, medaliată europeană. Ceplinschi a obținut aur pe echipe și argint la individual compus și la sol (13.250) la Campionatele Europene de Juniori de gimnastică artistică feminină din 2020.